# Zothlifim

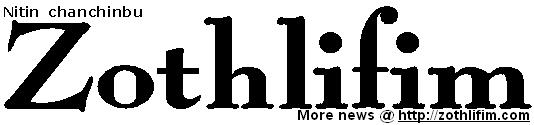
Logo

Zothlifim Daily Newspaper is een Mizo-dagblad, uitgegeven in de Indiase deelstaat Mizoram. De krant werd op 1 april 2008 opgericht en is voortgekomen uit de online-nieuwswebsite Khampat.com. Het is in het district Sercchip het lokale dagblad met de meeste abonnees. De krant wordt uitgegeven in Sercchip door C. Lalrochhuanga, tevens eigenaar en de hoofdredacteur.